# Karl Kraepelin (Schauspieler)

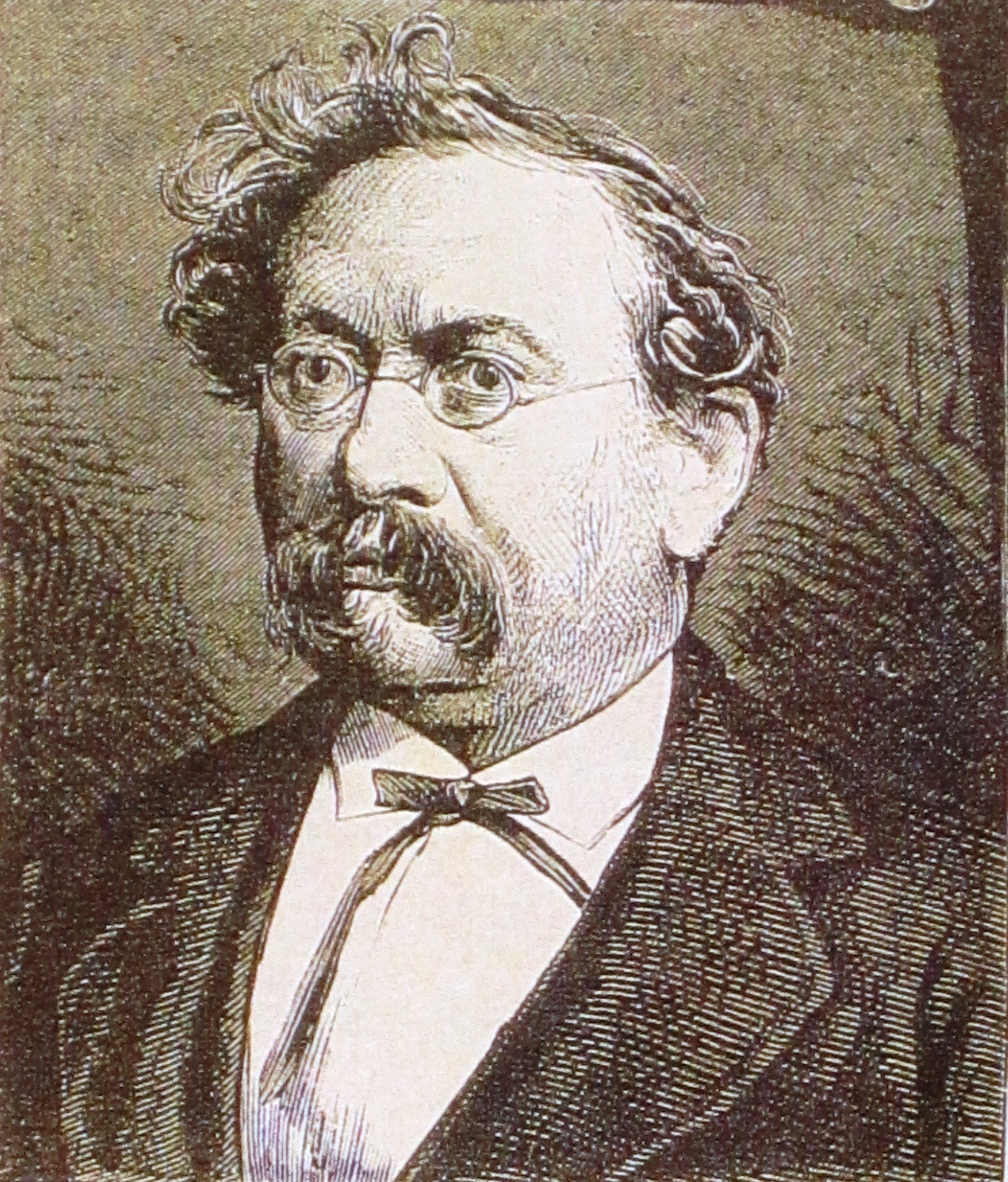
Karl Kraepelin

Karl Kraepelin, mitunter fälschlich Kräpelin (* 5. Oktober 1817 in Wittenburg; † 8. August 1882 in Potsdam) war ein deutscher Schauspieler und als Rezitator ein bedeutender Interpret der Werke Fritz Reuters. 

## Leben und Wirken
Karl Kraepelin war ein Sohn des Rektors der Wittenburger Stadtschule und machte nach Besuch der Küsterschule am Wismarer Gymnasium 1838 das Abitur.
Er begann in Berlin Theologie zu studieren, wechselte dann jedoch zur Musik und erhielt unter Carl Friedrich Rungenhagen Gesangsunterricht.
1839 ging Kraepelin als Opernsänger und Schauspieler an das Mecklenburgisch-Strelitzsche Hoftheater in Neustrelitz. Hier heiratete er 1842 Emilie Lehmann (1819–1896), Tochter von Johann Friedrich Gottlob Lehmann, Mitglied der Hofkapelle als Trompeter und Klarinettist.
Nach der Schließung des Theaters im Jahr 1848 verdiente er seinen Lebensunterhalt als Musiklehrer. Ab 1849 hielt Kraepelin auch im Sonnabend-Verein in Neu-Strelitz literarische Vorträge und deklamierte aus den Werken William Shakespeares und anderer Dichter, bis die ersten Werke von Fritz Reuter erschienen. 
Am 6. Februar 1860 nahm Reuter an einem dieser Festabende in Neustrelitz teil, lernte dabei Kraepelin kennen und schloss mit ihm lebenslange Freundschaft. Kraepelin trug jetzt auch an anderen Orten die Texte Reuters vor. Im Winter 1863 trat er drei Wochen lang in Hamburg auf, in den Weihnachtsferien 1863/64 in Rostock, 1864 war er im Frühjahr in Stettin und im Herbst wieder in Hamburg.
Der Erfolg der Gastspiele ermunterte Kraepelin, von 1865 an ausschließlich als Reuter-Rezitator zu arbeiten. Er reiste durch ganz Norddeutschland, später auch Mitteldeutschland wie Leipzig und Dresden und trug damit mit zum literarischen Ruhm seines Freundes Reuter bei.
Unerwartet starb Kraepelin in Potsdam an einem Herzleiden.
Er hatte sieben Kinder, von denen drei früh starben. Sein Sohn Karl wurde Professor und Direktor des Naturhistorischen Museums in Hamburg. Sein Sohn Emil wurde der Begründer der klinischen Psychiatrie.